# Listă de comitate din statul Georgia
Această pagină este o listă a celor 159 de comitate ale statului Georgia, unul din cele 50 de state ale Statelor Unite ale Americii.

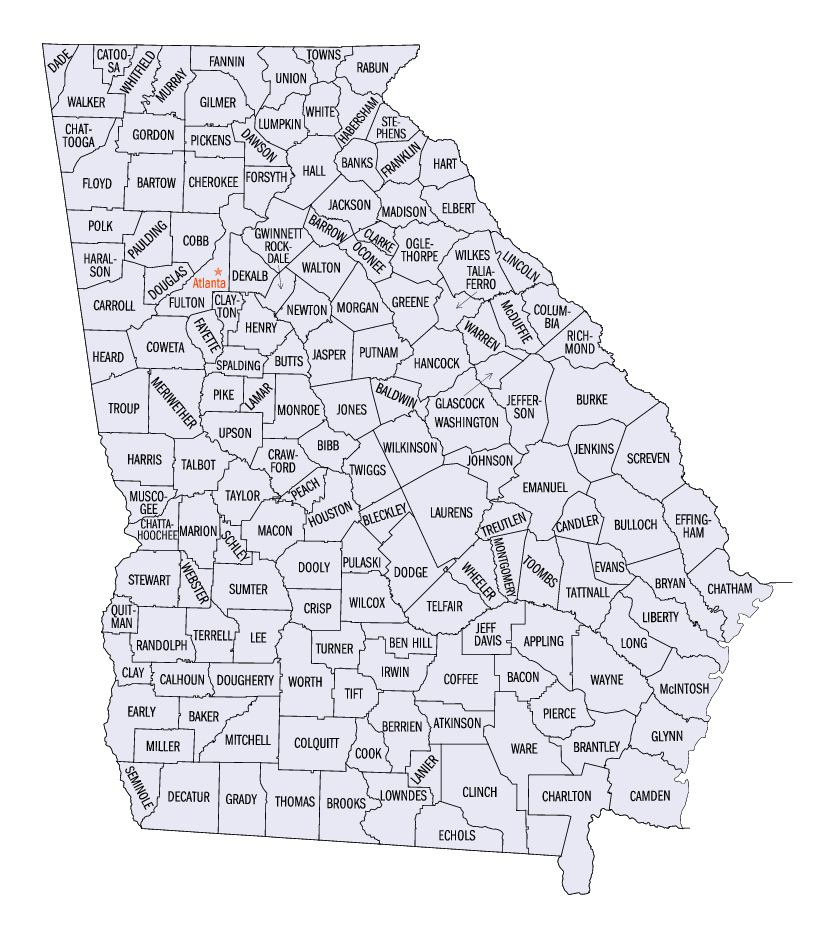
Toate comitatele din statul Georgia, SUA

| - Appling - Atkinson - Bacon - Baker - Baldwin - Banks - Barrow - Bartow - Ben Hill - Berrien - Bibb - Bleckley - Brantley - Brooks - Bryan - Bulloch - Burke - Butts - Calhoun - Camden - Candler - Carroll - Catoosa - Charlton - Chatham - Chattahoochee - Chattooga - Cherokee - Clarke - Clay - Clayton - Clinch - Cobb - Coffee - Colquitt - Columbia - Cook - Coweta - Crawford - Coweta - Dade - Dawson - Decatur - DeKalb - Dodge - Dooly - Dougherty - Douglas - Early - Echols - Effingham - Elbert - Emanuel | - Evans - Fannin - Fayette - Floyd - Forsyth - Franklin - Fulton - Gilmer - Glascock - Glynn - Gordon - Grady - Greene - Gwinnett - Habersham - Hall - Hancock - Haralson - Harris - Hart - Heard - Henry - Houston - Irwin - Jackson - Jasper - Jeff Davis - Jefferson - Jenkins - Johnson - Jones - Lamar - Lanier - Laurens - Lee - Liberty - Lincoln - Long - Lowndes - Lumpkin - Macon - Madison - Marion - McDuffie - McIntosh - Meriwether - Miller - Mitchell - Monroe - Montgomery - Morgan - Murray - Muscogee | - Newton - Oconee - Oglethorpe - Paulding - Peach - Pickens - Pierce - Pike - Polk - Pulaski - Putnam - Quitman - Rabun - Randolph - Richmond - Rockdale - Schley - Screven - Seminole - Spalding - Stephens - Stewart - Sumter - Talbot - Taliaferro - Tattnall - Taylor - Telfair - Terrell - Thomas - Tift - Toombs - Towns - Treutlen - Troup - Turner - Twiggs - Union - Upson - Walker - Walton - Ware - Warren - Washington - Wayne - Webster - Wheeler - White - Whitfield - Wilcox - Wilkes - Wilkinson - Worth |